# Міхаловиці (Свентокшиське воєводство)
Міхаловиці (пол. Michałowice) — село в Польщі, у гміні Чарноцин Казімерського повіту Свентокшиського воєводства.
Населення — 142 особи (2011).
У 1975-1998 роках село належало до Келецького воєводства.

## Демографія
Демографічна структура на день 31 березня 2011 року:
|          | Загалом | Допрацездатний вік | Працездатний вік | Постпрацездатний вік |
| -------- | ------- | ------------------ | ---------------- | -------------------- |
| Чоловіки | 74      | 14                 | 48               | 12                   |
| Жінки    | 68      | 9                  | 40               | 19                   |
| Разом    | 142     | 23                 | 88               | 31                   |